# 穆安津札德·阿里帕夏

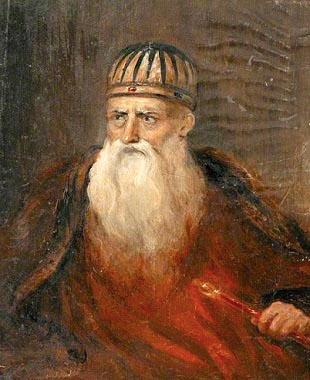
穆安津札德·阿里帕夏畫像

穆安津札德·阿里帕夏（土耳其語：Müezzinzade Ali Paşa；？—1571年10月7日）又名蘇非·阿里帕夏（Sofu Ali Pasha），是一名鄂圖曼帝國政治人物和海軍卡普丹帕夏，他在1563年－66年間出任埃及省總督，但於1571年勒班陀戰役兵敗被殺。

## 背景
他是一位清真寺穆安津（宣禮員）之子，曾與塞利姆二世一位女兒結婚。
在1563-66年他出任埃及省總督，據說他是非常禁慾主義的人，只穿羊毛衣服，並多次訪問開羅的死人城墓地。

## 奧斯曼征服塞浦路斯
在1571年5月，由拉拉·穆斯塔法帕夏指揮，阿里帕夏和188艘加來船、福斯塔船運送的陸軍入侵塞浦路斯，在7月3日登陸由威尼斯人佔據的塞普路斯，阿里帕夏把他的大部分艦隊駛往克里特島和摩里亞，防止任何基督教救援船駛往塞普路斯。

## 勒班陀戰役和死亡
在1571年勒班陀戰役他出任奧斯曼帝國海軍司令。
但在他的旗艦和唐·胡安的戰船直接近戰一小時後，阿里帕夏被火繩槍殺死，首級掛在長矛示众，哈里發帥旗被奪，導致土耳其軍隊士氣崩潰最終戰敗。